# Brede Klædefabrik

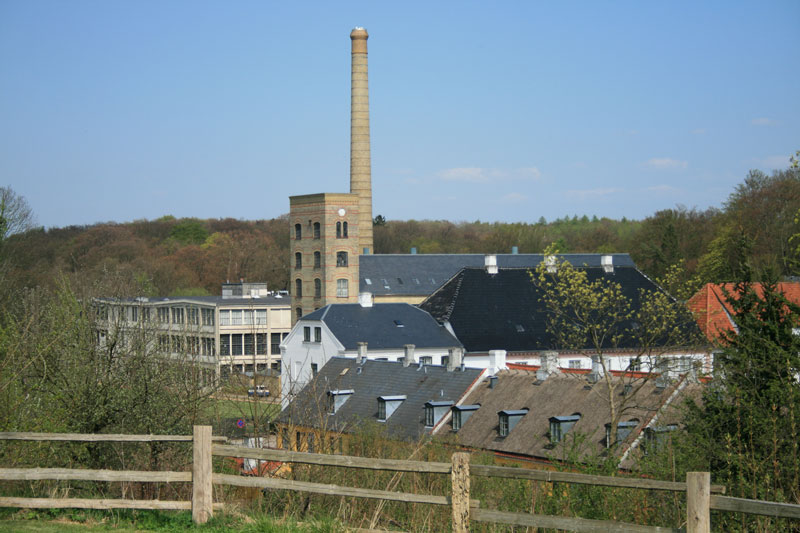
Brede Klædefabrik.

Brede Klædefabrik ligger vid Mølleån norr om Kongens Lyngby. Sedan 1600-talet har detta varit plats för att producera olika varor med hjälp av vattenkraft, och under 1800-talet blev den imponerande klädfabriken uppförd med tillhörande byggnader som matsal, skola med mera. Fabriken stängde år 1956 och sedan 1960-talet har byggnaderna varit en av Nationalmuseets avdelningar med utställningar som fokuserar på dansk industrihistoria.